# Alma en la Biblia
El concepto de un alma inmaterial e inmortal – distinta del cuerpo – no apareció en Judaísmo antes del exilio babilónico, pero se desarrolló como resultado de la interacción con las filosofías persa y  helenística. En consecuencia, la palabra hebrea נֶ֫פֶשׁ, nephesh, aunque traducida como «alma» en algunas Biblias antiguas en inglés, en realidad tiene un significado más cercano a «ser vivo». Nephesh fue traducido al griego en la Septuaginta como ψυχή (psūchê), utilizando la palabra griega para «alma». El Nuevo Testamento también utiliza la palabra ψυχή, pero con el significado hebreo y no el griego.
La evidencia textual indica una multiplicidad de perspectivas sobre las almas, incluyendo probables cambios durante los siglos en los que se desarrolló el corpus bíblico.

## Relación con la «psique» griega
La única palabra hebrea traducida tradicionalmente como «alma» (nephesh) en las Biblias en lengua inglesa (1568-1602), se refiere a un cuerpo vivo, que respira y es consciente, y no a un alma inmortal. En el Nuevo Testamento, la palabra griega traducida tradicionalmente «alma» (ψυχή) «psyché», tiene sustancialmente el mismo significado que la hebrea, aunque en ocasiones parece haber referencias a un alma inmortal. En la Septuaginta griega psyché se utiliza para traducir cada instancia de nephesh.

## Génesis 2:7
Según Génesis 2:7 Dios no hizo un cuerpo y puso un alma en él como una carta en un sobre de polvo; más bien formó el cuerpo del hombre a partir del polvo, luego, insuflando aliento divino en él, hizo que el cuerpo de polvo viviera, es decir, el polvo no encarnó un alma, sino que se convirtió en un alma – en una criatura completa.

### Entendimiento rabínico de Génesis 2:7 tal como se encuentra en elTargum
Y creó Jehová Dios al hombre en dos formas; y tomó polvo del lugar de la casa del santuario, y de los cuatro vientos del mundo, y mezcló de todas las aguas del mundo, y lo creó rojo, negro y blanco; y sopló en sus narices inspiración de vida, y hubo en el cuerpo de Adán inspiración de espíritu parlante, para iluminación de los ojos y audición de los oídos. -Targum Pseudo-Jonathan
Y creó Jehová Dios a Adán del polvo de la tierra, y sopló en su rostro aliento de vida, y fue hecho en Adán Espíritu discurrente. -Targum Onkelos

### El hombre como nephesh
El SEÑOR Dios formó al hombre del polvo de la tierra, y sopló en sus narices aliento[neshemah] de vida; y el hombre se convirtió en alma viviente[chay]. [nephesh] (Génesis 2:7 con notas añadidas)[cita requerida]
 Aquí y «en toda la Escritura» un «alma viviente» denota una «persona viva». Esto se debe a que, como escribe Brevard Childs, según el punto de vista bíblico, una persona «no tiene un alma, sino que es un alma».

### Los animales como nephesh
Y de la tierra LORD Dios formó toda bestia del campo y toda ave de los cielos, y las trajo a Adán para ver cómo las llamaba; y todo lo que Adán llamó a toda criatura viviente,[chay] ese fue su nombre.|Génesis 2:19 con notas añadidas[cita requerida]
En 1 Corintios 15:45 (RV), alma [psūchê] se define en base a una interpretación del texto del Antiguo Testamento. «Y así está escrito: El primer hombre Adán fue hecho alma viviente[psūchê]; el último Adán fue hecho espíritu vivificante.» (1 Corintios 15:45)

## Nuevo Testamento
La palabra equivalente en el Nuevo Testamento a la palabra del Antiguo Testamento para alma, nephesh, es psyche. Las dos palabras tienen una gama similar de significados. Ambas pueden designar a la persona o a la vida de la persona en su conjunto.  Para todos los usos y significados de psyche/ψυχἠ, véase Joseph Henry Thayer, A Greek-English Lexicon of the New Testament.

## Muerte del alma
Según algunos escritores, nephesh y psūchê no son naturalmente inmortales.Mueren y no entienden durante el tiempo que transcurre entre la muerte y la resurrección el Día del Juicio Finaltambién conocido como Estado intermedio.
John Goldingay escribe: «La vida de un ser humano vino más directamente de Dios, y también es evidente que cuando alguien muere, el aliento (rûaḥ, por ejemplo, Sal 104:29) o la vida (nepeš, p. ej., Gn 35:18) desaparece y vuelve al Dios que es rûaḥ.»

## Inmortalidad del alma
El concepto de un alma inmaterial separada del cuerpo y que sobrevive a él es común hoy en día, pero según los estudiosos modernos, no se encontraba en las antiguas creencias hebreas. La palabra nephesh nunca significa un alma inmortal o una parte incorpórea del ser humano que puede sobrevivir a la muerte del cuerpo como el espíritu de los muertos.

### Cristianismo tradicional
En el pensamiento patrístico, hacia finales del siglo II, psūchê había comenzado a entenderse de una manera más griega que hebrea, contrapuesta al cuerpo. Hacia el siglo III, con la influencia de Orígenes, se establecieron las tradiciones de la inmortalidad del alma inherente y su naturaleza divina. Como la nueva Encyclopædia Britannica señala: «Los primeros filósofos cristianos adoptaron el concepto griego de la inmortalidad del alma y pensaron en el alma como creada por Dios e infundida en el cuerpo en el momento de la concepción.» La inmortalidad inherente del alma fue aceptada entre los teólogos occidentales y orientales a lo largo de la Edad Media, y después de la Reforma, como lo demuestra la Confesión de Westminster.

### Estudios modernos
El consenso académico del siglo XX sostenía que la enseñanza canónica del Antiguo Testamento no hacía referencia a un alma inmortal independiente del cuerpo.
Una amplia gama de obras de referencia académicas representan consistentemente este punto de vista. En los últimos tiempos, un creciente número de estudiosos ha disentido de este punto de vista. Según Stephen Cook, los estudiosos «actualmente debaten acaloradamente la posición más antigua y común de que la idea de un alma, separable del cuerpo, jugó poco o ningún papel en el Israel preexílico» y que «enfoques recientes de la religión israelita, que se basan cada vez más en 'artefactos arqueológicos' defienden la opinión de que las creencias de Israel en una vida futura eran mucho más vibrantes de lo que muchos estudiosos han estado dispuestos a admitir». Christopher Hays también apoya esta opinión.
Muchos teólogos modernos rechazan la opinión de que la Biblia enseña la doctrina del alma inmortal,
y Hebblethwaite afirma que la doctrina «no es popular entre los teólogos cristianos ni entre los filósofos cristianos actuales».